# 森烈
森 烈（もり れつ、1946年1月10日 - ）は、日本の元俳優。本名同じ。別名義、森 祐介（もり ゆうすけ）。
北海道夕張市出身。東映演技研修所出身。

## 来歴・人物
1970年代から1980年代にかけて、東映をはじめ、各社のテレビドラマや映画で脇役として活動した。テレビドラマのレギュラーには、『サンダーマスク』（日本テレビ）などがある。特技は、空手。

## 出演

### テレビドラマ
- キイハンター 第45話「死体置き場で今晩は」（1969年、TBS）
- 特別機動捜査隊(NET)
  - 第412話「女の王冠」（1969年） - ボーイ
  - 第544話「男子禁制（1972年） - 画学生 葛西睦夫
- 風の中を行く 第1話、第11話（1969年、NTV） - 吉川金太郎
- 丹下左膳 （1970年、NET） - 貞之進
- グランド劇場 / あしたはまっ白 第1話、第11話（1970年、NTV） - 修理工・奥沢
- 江戸川乱歩シリーズ 明智小五郎 （1970年、12ch）
  - 第17話「夢遊病者の死」
  - 第24話「大暗室」
- プレイガール （1970年、12ch）
  - 第44話「奪われた朝が憎い」 - 中原
  - 第74話「女はきわどく勝負する」 - 山本哲夫
- 半七捕物帳 「廻り燈籠」（1971年、NET） - 松七
- 柔道一直線 第78話「破れ! 大噴火投げ」（1971年、TBS） - 中林浩
- ポーラ名作劇場  / 愛情の系譜 第2話 （1971年、NET） - 工員・山下
- 仮面ライダーシリーズ（MBS）
  - 仮面ライダー 第12話「殺人ヤモゲラス」（1971年） - 白川博士の助手
  - 仮面ライダースーパー1　第1話「惑星用改造人間の大変身」（1980年） - 研究員
- 刑事くん (TBS) 
  - 第1部 第4話「東京の青い砂漠」（1971年） - 小原
  - 第2部 第9話「雨に追われて」（1973年） - 田辺正明
  - 第3部 第23話「涙とぬいぐるみ」（1975年） - 加谷文治
- ガッツジュン 第32話「傷ついたエース」（1971年、TBS） - 堀江高校監督[注釈 2]
- スペクトルマン 第57話「魔女グレートサタンの復活」、第58話「まぼろしの怪獣ゴルダ」(1972年、CX) - 画学生・朝永
- 超人バロム・1 （1972年、YTV）
  - 第11話「毒ガス魔人ゲジゲルゲ」 - 患者
  - 第17話「魔人ウミウシゲが君をアントマンにする」 - 浩一
- サンダーマスク （1972年 - 1973年、NTV） - 大木刑事
- どっこい大作 第27話「世界一に負けぬ日本一」（1973年、NET） - 大山倍達の弟子
- 新書太閤記 第20話、第21話（1973年、NET） - 神戸信孝
- 旗本退屈男 第10話「待ち伏せ道中」 （1973年、NET） - 篠田求馬
- スーパーロボット レッドバロン　第22話「レッドバロン危機一髪」（1973年、NTV） - 鉄面党幹部
- 鉄人タイガーセブン （CX）
  - 第2話「蘇ったミイラ原人の復讐」（1973年） - 記者A
  - 第26話「今甦えるタイガースパーク!!」（1974年） - 羽山
- 非情のライセンス (NET)
  - 第1シリーズ第41話「兇悪の試験地獄」（1974年） - 熊沢青年
  - 第2シリーズ第4話「兇悪の火」（1974年） - 大崎邦雄
  - 第2シリーズ第43話「兇悪の密室」（1975年） - 佃五郎
- いただき勘兵衛 旅を行く 第23話「どちらを向いても敵だとさ」（1974年、NET） - 山辺辰馬
- ザ・ボディガード 第13話「悪徳刑事・闇を走る」（1974年、NET） - 杉田吾郎
- 闘え!ドラゴン 第7話「ドラゴン対女ドラゴン」（1974年、12ch） - 空手四天王
- Gメン'75 (TBS)
  - 第10話「大空の身代金」（1975年） - 日高
  - 第80話「灰色高官殺人事件」（1976年） - 新次
  - 第116話「エクソシスト殺人事件」（1977年） - 恩田
  - 第119話「アルコール漬けの小指」（1977年） - 西村巡査
  - 第142話「エレベーター密室殺人事件」（1978年） - 伸次
  - 第154話「女刑事初めての体験」（1978年） - 荒木巡査
  - 第200話「大空港の幽霊」（1979年） - 田丸刑事
  - 第207話「催眠術殺人事件」（1979年） - 平岡
  - 第226話「少年野球チーム誘拐」（1979年） - 片岡哲二郎
  - 第233話「金髪ホステス殺人事件」（1979年） - 湯浅刑事
  - 第247話「午前零時の漂流死体」（1980年） - 江口邦夫
  - 第253話「白バイに乗った暗殺者たち」（1980年） - 赤崎
  - 第289話「帰ってきた女刑事シリーズ 裸の女囚たち」（1980年） - 可児
- 燃える捜査網 第11話「仮面を剥がせ」(1975年、NET） - 臼井
- ベルサイユのトラック姐ちゃん 第17話「古都の夜・女は燃える」（1976年、NET） - 相原
- 人魚亭異聞 無法街の素浪人 第11話「若き血は燃える」 （1976年、NET） - 横山弥九郎
- 事件㊙お料理法 第7話「芸能プロ殺人事件」（1977年、KTV） - 篠崎耕三
- 快傑ズバット （1977年、12ch） [注釈 3]
  - 第3話「悲しき純金の天使」 - 殺し屋ジョー
  - 第29話「そして誰も居なくなる」 - 阿久根助手
- ジグザグブルース 第1話「婚約者を捜して!」、第11話「凶悪犯が泣くときは…」（1977年、ANB） - 新聞記者
- 江戸の鷹 御用部屋犯科帖 第11話「傷だらけの一匹狼」（1978年、ANB） - 留吉
- 桃太郎侍 第112話「突っ張りすぎた欲の皮」（1978年、NTV） - 幸吉
- 特捜最前線 (ANB)
  - 第44話「非情の罠・金、女、賭博!?」（1978年）
  - 第170話「ビーフシチューを売る刑事！」（1980年） - 青木
- 恐竜戦隊コセイドン 第41話「人間大砲コセイダー発進せよ」（1979年、12ch） - パイロット
- バトルフィーバーJ 「第29話 見たか!?口裂け女」（1979年、ANB） - 秋田
- ザ・スーパーガール （12ch）
  - 第31話「異常夫婦の危険なレイプ」（1979年） - 刑事
  - 第51話「時限爆弾 タイムリミット1分前」（1980年）
- 江戸の牙 第21話「生か死!? 暁の脱出作戦」（1980年、ANB） - 清次郎
- ミラクルガール （1980年、12ch）
  - 第3話「アムステルダムに消えた美女」 - 小松恒彦
  - 第19話「地上最強の美女対必殺邪拳」
- 二百三高地 第7話 （1981年、TBS） - 軍曹 伝令

### 映画
- 狼やくざ 葬いは俺が出す（1972年、東映） - 星野
- 高校生無頼控 突きのムラマサ（1973年、東宝） - 崎山
- ネオンくらげ 新宿花電車（1973年、東映）
- 0課の女 赤い手錠（1974年、東映） - 高坂正雄
- 五人ライダー対キングダーク（1974年、東映） - 鳥人イカルス人間態
- 新幹線大爆破（1975年、東映） - 電機指令
- 子連れ殺人拳（1976年、東映） - バーテン
- 武闘拳 猛虎激殺!（1976年、東映） - リングアナ
- ドカベン（1977年、東映） - 清彦
- ボクサー（1977年、東映） - スポーツ記者
- 多羅尾伴内（1978年、東映） - 津田鑑識係長
- トラック野郎・突撃一番星（1978年、東映） - 受付
- 喧嘩道（1979年、東映） - 机狂四朗
- 動乱（1980年、東映） - 石川中尉
- 二人だけの出発 - 久保洋
- 海とともに - 先生

### 演劇
- こどものための名作ミュージカル シンデレラ（1971年） - 王子
- こどものための名作ミュージカル 眠れる森の美女（1971年） - 王子
- 荒野の家族（1978年）
- ミュージカルまんが日本昔ばなし 雪女みの吉（1979年）